# Ivan Horvat (Handballspieler)
Ivan Horvat (* 17. Februar 1993 in Bozen, Italien) ist ein kroatischer Handballspieler.

## Karriere
Horvat spielte in Kroatien beim RK Bjelovar, mit dem er in der Saison 2011/12 am EHF Challenge Cup teilnahm, sowie beim GRK Varaždin, für den er in den Spielzeiten 2014/15 und 2015/16 im EHF Europa Pokal auflief. Mit Varaždin wurde er 2016 kroatischer Vize-Pokalsieger. Im Sommer 2016 schloss sich der 1,93 Meter große Rückraumspieler dem deutschen Bundesligisten SG Flensburg-Handewitt an, bei dem er einen Zweijahresvertrag unterschrieb. Im Februar 2018 unterzeichnete er einen, bis Juni 2018 gültigen, Vertrag beim österreichischen HLA-Verein Alpla HC Hard. Mit dem Alpla HC Hard gewann er 2020/21 die österreichische Meisterschaft sowie 2017/18 und 2022/23 den ÖHB-Cup.
Im Halbfinale um die österreichische Meisterschaft 2024/25 sah er nach einem Foul an Markus Mahr, der sich dabei einen offenen, mehrfachen Nasenbeinbruch zuzog, die blaue Karte und wurde daraufhin vom unabhängigen Handballgericht des österreichischen Handballbundes bis zum 30. Juni 2027 gesperrt. Nachdem Horvat und der Alpla HC Hard Berufung eingebracht hatten, wurde die Strafe auf 12 Monate, davon sechs bedingt, verringert. Damit ist der Rückraumspieler am 1. November 2025 wieder spielberechtigt. Nach der Saison 2024/25 wird er den Alpla HC Hard verlassen.
Zur Saison 2025/26 wurde er von der HSG Bärnbach/Köflach verpflichtet.
Ivan Horvat bestritt 21 Länderspiele für die kroatische Juniorennationalmannschaft, mit der er 2010 Junioren-Europameister wurde. Für die A-Nationalmannschaft bestritt er 52 Länderspiele.
Horvat hat ein Studium zum Physiotherapeuten begonnen.

## Erfolge
- Alpla HC Hard
  - 1× Österreichischer Meister 2020/21
  - 2× Österreichischer Pokalsieger 2017/18, 2022/23

## HLA-Bilanz
| 2017/18   | Alpla HC Hard                                                   | HLA Meisterliga                                                 | 014                                                             | 039                                                             | 0/0                                                             | 039                                                             |                                                                 |                                                                 |                                                                 |                                                                 |
| 2018/19   | Alpla HC Hard                                                   | HLA Meisterliga                                                 | 031                                                             | 139                                                             | 1/3                                                             | 138                                                             |                                                                 |                                                                 |                                                                 |                                                                 |
| 2019/20   | Saison aufgrund der COVID-19-Pandemie in Österreich abgebrochen | Saison aufgrund der COVID-19-Pandemie in Österreich abgebrochen | Saison aufgrund der COVID-19-Pandemie in Österreich abgebrochen | Saison aufgrund der COVID-19-Pandemie in Österreich abgebrochen | Saison aufgrund der COVID-19-Pandemie in Österreich abgebrochen | Saison aufgrund der COVID-19-Pandemie in Österreich abgebrochen | Saison aufgrund der COVID-19-Pandemie in Österreich abgebrochen | Saison aufgrund der COVID-19-Pandemie in Österreich abgebrochen | Saison aufgrund der COVID-19-Pandemie in Österreich abgebrochen | Saison aufgrund der COVID-19-Pandemie in Österreich abgebrochen |
| 2020/21   | Alpla HC Hard                                                   | HLA Meisterliga                                                 | 028                                                             | 163                                                             | 17/22                                                           | 146                                                             |                                                                 |                                                                 |                                                                 |                                                                 |
| 2021/22   | Alpla HC Hard                                                   | HLA Meisterliga                                                 | 027                                                             | 126                                                             | 0/0                                                             | 126                                                             |                                                                 |                                                                 |                                                                 |                                                                 |
| 2022/23   | Alpla HC Hard                                                   | HLA Meisterliga                                                 | 020                                                             | 064                                                             | 0/0                                                             | 064                                                             |                                                                 |                                                                 |                                                                 |                                                                 |
| 2023/24   | Alpla HC Hard                                                   | HLA Meisterliga                                                 | 027                                                             | 114                                                             | 0/0                                                             | 114                                                             |                                                                 |                                                                 |                                                                 |                                                                 |
| 2024/25   | Alpla HC Hard                                                   | HLA Meisterliga                                                 | 022                                                             | 071                                                             | 0/0                                                             | 071                                                             |                                                                 |                                                                 |                                                                 |                                                                 |
| 2017–2025 | gesamt                                                          | HLA Meisterliga                                                 | 169                                                             | 716                                                             | 18/25 (72 %)                                                    | 698                                                             |                                                                 |                                                                 |                                                                 |                                                                 |